# Янбеков, Рамазан Фатхуллович
Рамазан Фатхуллович Янбеков (баш. Рамазан Фәтхулла улы Йәнбәков; 15 марта 1934, Баишево, Башкирская АССР — 30 октября 2019, Уфа) — советский и российский певец. Народный (1982) и заслуженный (1971) артист Башкирской АССР.

## Биография
Янбеков Рамазан Фатхуллович родился 15 марта 1934 года в деревне Баишево Баймакского района Башкирской АССР. Учился в школах деревни Баишево, села 1-е Иткулово. Со школьных лет выступал в концертах художественной самодеятельности.
В 1957—1959 годах являлся солистом хора Комитета по радиовещанию и телевидению при Совете Министров Башкирской АССР.
В 1961 году окончил биологический факультет Башкирского государственного университета (ныне Уфимский университет науки и технологий) и в том же году стал преподавателем Уфимского музыкально-педагогического училища.
В 1963—1994 годах был солистом-вокалистом Башкирской государственной филармонии, руководил концертной бригадой.
Умер 30 октября 2019 года в Уфе.

### Творческая деятельность
Рамазан Янбеков исполнял песни в жанре узун-кюй и обладал красивым голосом своеобразного богатого и мягкого тембра. Ездил с гастролями по всему Советскому Союзу. В репертуаре певца такие башкирские народные песни, как «Абдрахман кантон», «Ерян-кашка», «Ильяс», «Салимакай», «Сибай», «Уйыл», «Шаура», «Эльмалек», «Юлготло» и другие. Также в его репертуар вошли песни и романсы композиторов Х. Ф. Ахметова, М. М. Валеева, З. Г. Исмагилова, Т. Ш. Каримова, Ш. З. Кульборисова и других.
Наряду с Ишмуллой Дильмухаметовым, Сулейманом Абдуллиным, Мадкурой Ахмадеевой, Гильманом Сафаргалиным и другими, Рамазан Янбеков признан одним из ярких представителей башкирской школы народного исполнительства.

## Звания и награды
- Заслуженный артист Башкирской АССР (1971)
- Народный артист Башкирской АССР (1982)
- Лауреат музыкального телевизионного фестиваля «Хрустальный соловей» (2004)
- Почётная грамота Республики Башкортостан (2004)[4].